# Kružidlo

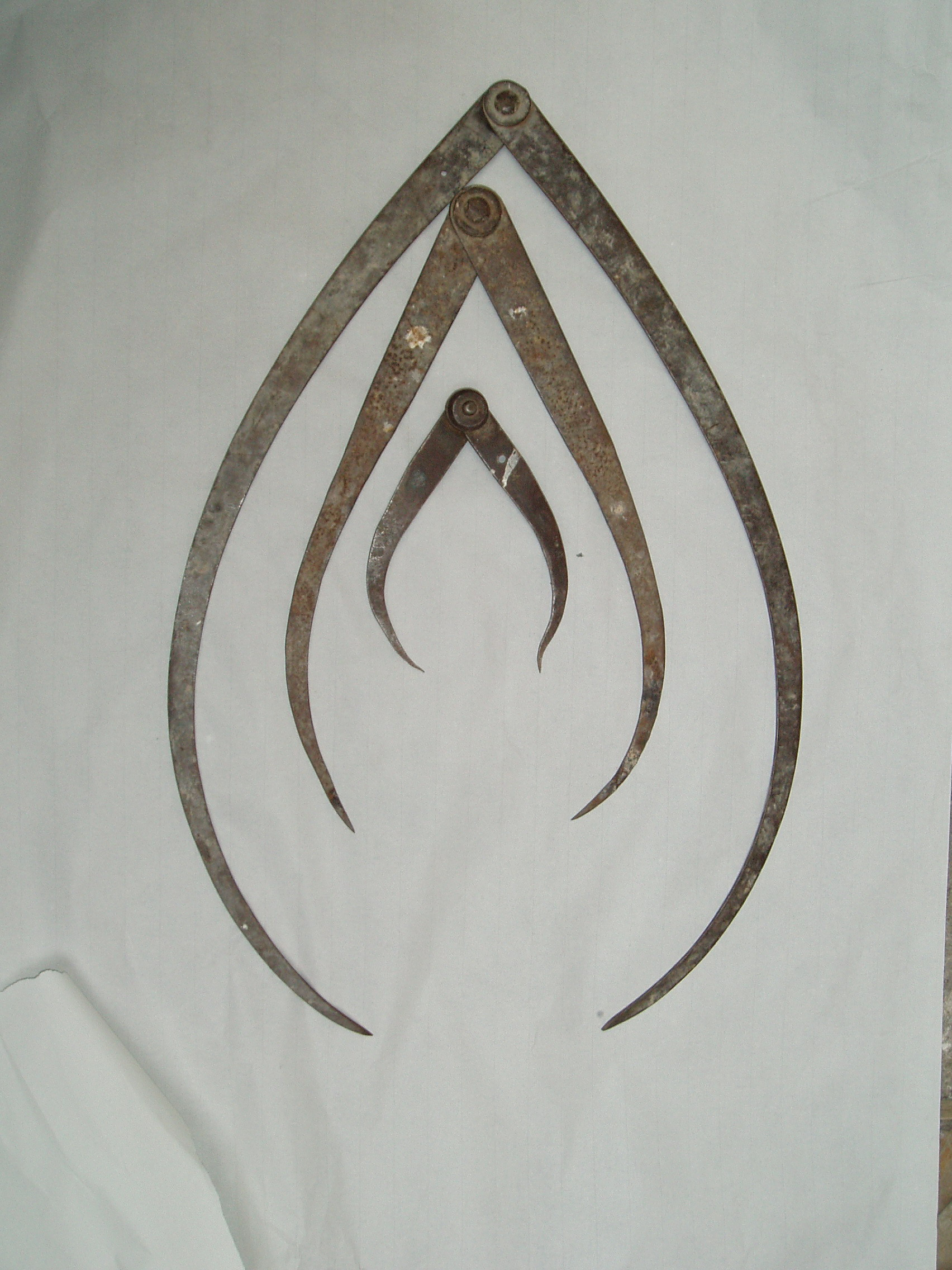
Kružidla různých velikostí

Kružidlo je jeden ze základních nástrojů pro kopírování prostorových, nejen kamenických, útvarů.
Kružidla jsou různě velká a různých tvarů (objemová, rovná). Používají se pro přesné vytyčení základních nebo pomocných prostorových bodů na kopírovaném prostorovém objektu např. kamenné soše. Kružidlo se používá k zaměření vzdáleností tří základních prostorových bodů od nového bodu na originále, a přenesení těchto vzdáleností na bod novému bodu odpovídající na kopii. Poloha těchto čtyř bodů nesmí být v jedné rovině. V kamenictví se obvykle přesná poloha bodu kontroluje ještě ze čtvrtého kontrolního základního bodu.